# Isabelle Guiard
Isabelle Guiard est une actrice française.

## Biographie
Elle a été remarquée à la télévision dans les feuilletons historiques de Marion Sarraut : Catherine, La Florentine, La Comtesse de Charny et Le Gerfaut.   
Elle est aussi l’interprète du générique de la série animée Signé Cat's Eyes.

## Filmographie

### Cinéma
- 1991 : Netchaïev est de retour
- 1991 : Impromptu : la princesse
- 1991 : Mohamed Bertrand-Duval
- 1994 : Je t'aime quand même : la jeune femme du train
- 1995 : Une femme française : Mathilde
- 1998 : Charité biz'ness : la juge
- 2001 : J'ai tué Clémence Acéra
- 2009 : Les Voies du Seigneur : Sœur Geneviève

### Télévision
- 1977 : Brigade des mineurs : Catherine (1 épisode)
- 1984 : Série noire (1 épisode)
- 1986 : Catherine, il suffit d'un amour : Jeanne d'Arc
- 1987 : Le Gerfaut : Marie-Antoinette (1 épisode)
- 1988 : La Belle Anglaise : Élodie (1 épisode)
- 1989 : Un Français libre : Hélène de Roujay (2 épisodes)
- 1989 : Orages d'été
- 1989 : Les Deux Frères
- 1989 : La Comtesse de Charny : Marie-Antoinette (13 épisodes)
- 1991 : C'est quoi, ce petit boulot ? : la secrétaire radio
- 1991 : Un amour de banquier : la secrétaire de Nicole
- 1991 : La Florentine : Hieronyma Pazzi (1 épisode)
- 1992 : Un drôle de méli-mélo : la journaliste
- 1993 : Puissance 4 (1 épisode)
- 1994 : Fortitude : Andrea
- 1994 : Placé en garde à vue (1 épisode)
- 1997 : Une femme en blanc
- 1997 : Une femme d'honneur : Anne Richer (1 épisode)
- 1997-1998 : L'Histoire du samedi : Audrey (2 épisodes)
- 1998 : Belle Grand-mère : Audrey
- 1999 : Marie Fransson : Catherine Gérauld (1 épisode)
- 2000 : Le Mystère Parasuram : Odile Pivert
- 2003 : Belle Grand Mère "La Trattoria" : Audrey
- 2007 : Atout 5 : Antonella
- 2010 : Dragons et Princesses
- 2011 : Empreintes criminelles : Mme Dumont (1 épisode)

## Doublage

### Cinéma

#### Film
- 2000 : 60 secondes chrono : Sara "Sway" Wayland (Angelina Jolie)

#### Films d'animation
- 2011 : Les Contes de la nuit
- 2016 : Ivan Tsarévitch et la Princesse Changeante : la première femme (La Maîtresse des monstres) et la marchande (L'Écolier sorcier)
- 2018 : Dilili à Paris : Sarah Bernhardt, Ana de Noailles et la Goulue
- 2022 : Le Pharaon, le Sauvage et la Princesse : Sekhmet (Pharaon !), la deuxième dame de compagnie, la première cliente et une des caravaniers (La Princesse des roses et le Prince des beignets)

## Discographie
- 1986 : Signé Cat's Eyes : chanson du générique
- 1995 : Lucas et Lucie : chanson du générique